# Jan Birkelund
Jan Birkelund (ur. 10 listopada 1950 w Oslo – zm. 28 lutego 1983) – piłkarz norweski grający na pozycji środkowego obrońcy. W swojej karierze rozegrał 33 mecze w reprezentacji Norwegii.

## Kariera klubowa
Swoją karierę piłkarską Birkelund rozpoczął w klubie Skeid Fotball. W 1968 roku zadebiutował w jego barwach w norweskiej ekstraklasie. W 1974 roku zdobył ze Skeidem dwa Puchar Norwegii. W 1977 roku odszedł do Lillestrøm SK. W 1977 roku wywalczył z nim dublet (mistrzostwo i Puchar Norwegii). W 1978 roku ponownie zdobył krajowy puchar. Po tym sukcesie zakończył karierę w wieku 28 lat z powodu choroby serca. W 1983 roku zmarł na nią w wieku 33 lat.

## Kariera reprezentacyjna
W reprezentacji Norwegii Birkelund zadebiutował 6 czerwca 1973 roku w zremisowanym 1:1 towarzyskim meczu z Irlandią, rozegranym w Oslo. W swojej karierze grał w: eliminacjach do MŚ 1974, Euro 76, MŚ 1978 i Euro 80. W kadrze narodowej od 1973 do 1978 roku rozegrał 33 mecze.